# Estación de Fort Lauderdale (Brightline)
Fort Lauderdale es una estación de trenes que se encuentra en Fort Lauderdale, Estados Unidos. Es atendido por Brightline. La estación está ubicada en el centro de Fort Lauderdale, en NW 2nd Avenue entre Broward Boulevard y NW 4th Street, junto a la terminal central del Broward County Transit. La estación también es servida por Sun Trolley.

## Historia
La construcción de la estación comenzó en octubre de 2014 con la demolición de estructuras existentes en el sitio. El complejo consta de una explanada elevada sobre una plataforma de isla de 240 metros y 11 metros para los trenes. La estación es una estructura de estilo moderno con columnas iluminadas en forma de V que sostienen el vestíbulo superior, haciéndose eco de los diseños de las estaciones de Miami y West Palm Beach en la línea. Fue planeado y diseñado por Skidmore, Owings and Merrill en asociación con Zyscovich Architects. La estación se terminó de construir en enero de 2018.